# هاموشيات منفردة
هاموشيات منفردة أو هاموشيات الوشل أو فصيلة ثوماليدي (الاسم العلمي: Thaumaleidae)، فصيلة حشرات من رتبة ذوات الجناحين. تضم حوالي 120 نوعًا ضمن خمسة أجناس.